# Rumania en los Juegos Olímpicos de Salt Lake City 2002
Rumania estuvo representada en los Juegos Olímpicos de Salt Lake City 2002 por un total de 21 deportistas que compitieron en 8 deportes.  
La portadora de la bandera en la ceremonia de apertura fue la biatleta Eva Tofalvi. El equipo olímpico rumano no obtuvo ninguna medalla en estos Juegos.